# Euphorbia kamerunica
Euphorbia kamerunica är en törelväxtart som beskrevs av Ferdinand Albin Pax. Euphorbia kamerunica ingår i släktet törlar, och familjen törelväxter. Inga underarter finns listade i Catalogue of Life.

## Bildgalleri

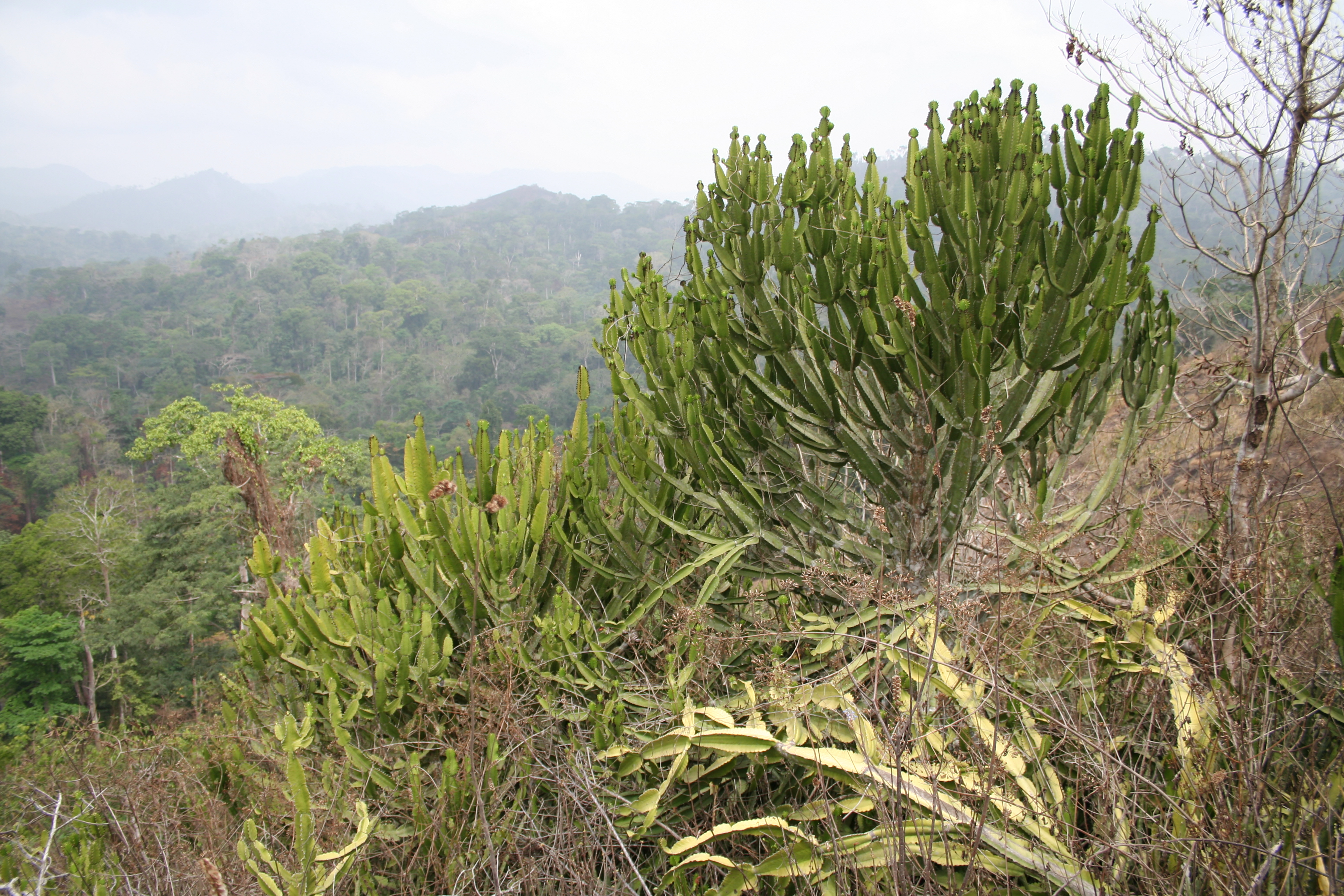